# لیگ قهرمانان کونکاکاف ۲۰۱۹
لیگ قهرمانان کونکاکاف ۲۰۱۹ (که به طور رسمی با نام لیگ قهرمانان کونکاکاف اسکوشیابانک ۲۰۱۹ شناخته می‌شود) یازدهمین دوره لیگ قهرمانان کونکاکاف با نام فعلی و به طور کلی پنجاه و چهارمین دوره از مسابقات برتر باشگاهی فوتبال بود که توسط کونکاکاف، نهاد حاکم منطقه‌ای آمریکای شمالی، آمریکای مرکزی و کارائیب برگزار شد.
مونتری در فینال با نتیجه ۲–۱ در مجموع دو بازی، تیم اونال را شکست داد و چهارمین عنوان قهرمانی خود را کسب کرد. آنها به عنوان قهرمان لیگ قهرمانان کونکاکاف ۲۰۱۹، به جام باشگاه‌های جهان ۲۰۱۹ در قطر راه یافتند. گوادالاخارا مدافع عنوان قهرمانی بود، اما به این مسابقات راه نیافت و نتوانست از عنوان قهرمانی خود دفاع کند.

## نحوه صلاحیت
در مجموع ۱۶ تیم در لیگ قهرمانان کونکاکاف شرکت کردند:
- منطقه آمریکای شمالی: ۹ تیم (از سه فدراسیون)
- منطقه آمریکای مرکزی: ۵ تیم (از پنج فدراسیون)
- منطقه کارائیب: ۱ تیم (از یک فدراسیون)
- قهرمان لیگ کونکاکاف (از یک فدراسیون، از منطقه آمریکای مرکزی یا منطقه کارائیب)

بنابراین، تیم‌های ۹ یا ۱۰ فدراسیون از ۴۱ فدراسیون عضو کونکاکاف می‌توانستند در لیگ قهرمانان کونکاکاف شرکت کنند.

### آمریکای شمالی
نه سهمیه برای اتحادیه فوتبال آمریکای شمالی (نافو) به سه انجمن عضو نافو به شرح زیر اختصاص داده شد: چهار سهمیه برای هر یک از کشورهای مکزیک و ایالات متحده، و یک سهمیه برای کانادا.
برای مکزیک، قهرمان و نایب قهرمان مسابقات پلی آف فصل‌های آغازین و پایانی لیگ مکزیک به لیگ قهرمانان کونکاکاف راه یافتند. اگر تیمی فینالیست هر دو تورنمنت بود، سهمیه خالی با استفاده از فرمولی بر اساس سوابق فصل عادی اختصاص داده می‌شد که تضمین می‌کرد دو تیم از طریق هر تورنمنت صعود کنند.
برای ایالات متحده، به دلیل تغییر ساختار لیگ قهرمانان کونکاکاف از سال ۲۰۱۸، دو تیم از فصل‌های ۲۰۱۷ و ۲۰۱۸ به لیگ قهرمانان کونکاکاف ۲۰۱۹ راه یافتند:
- قهرمانان جام ام‌ال‌اس در سال‌های ۲۰۱۷ و ۲۰۱۸
- قهرمانان جام یو اس اوپن در سال‌های ۲۰۱۷ و ۲۰۱۸

این بدان معناست که قهرمانان ساپورترز شیلد در سال‌های ۲۰۱۷ و ۲۰۱۸، و قهرمانان کنفرانس شرق یا کنفرانس غرب که قهرمان ساپورترز شیلد در سال‌های ۲۰۱۷ و ۲۰۱۸ نبودند و در شرایط معمول به لیگ قهرمانان کونکاکاف راه پیدا می‌کردند، تضمینی برای حضور در لیگ قهرمانان کونکاکاف ۲۰۱۹ نداشتند. اگر تیمی وجود داشت که از طریق چندین سهمیه صعود کرده بود، یا اگر تیمی از کانادا قهرمان جام ام‌ال‌اس ۲۰۱۷ یا ۲۰۱۸ شده بود، سهمیه خالی به تیم مستقر در ایالات متحده که بهترین رکورد مجموع را در طول فصل‌های عادی ۲۰۱۷ و ۲۰۱۸ داشت، اختصاص داده می‌شد.
برای کانادا، قهرمان مسابقات قهرمانی کانادا، مسابقات جام داخلی آن که جام مسافران را اهدا می‌کند، به لیگ قهرمانان کونکاکاف راه یافت. اگر برخی تیم‌های کانادایی در ام‌ال‌اس رقابت می‌کردند، نمی‌توانستند از طریق فصل عادی ام‌ال‌اس یا پلی آف به این مسابقات راه یابند.

### آمریکای مرکزی
پنج سهمیه اتحادیه فوتبال آمریکای مرکزی (اونکاف) به پنج فدراسیون از هفت فدراسیون عضو اونکاف به شرح زیر اختصاص داده شد: یک سهمیه برای هر یک از کشورهای کاستاریکا، السالوادور، گواتمالا، هندوراس و پاناما. از آنجایی که تمام لیگ‌های آمریکای مرکزی یک فصل تقسیم‌شده با دو تورنمنت در یک فصل را اجرا می‌کردند، قهرمانانی که در مجموع رکورد بهتری داشتند (یا هر تیمی که قهرمان هر دو تورنمنت بود) در لیگ‌های کاستاریکا، السالوادور، گواتمالا، هندوراس و پاناما به لیگ قهرمانان کونکاکاف راه یافتند. ۱۳ تیم دیگر از آمریکای مرکزی که از طریق لیگ‌های داخلی خود واجد شرایط شده بودند، وارد لیگ کونکاکاف شدند.
اگر تیم‌هایی از هر یک از انجمن‌های آمریکای مرکزی حذف می‌شدند، تیم‌هایی از سایر انجمن‌های آمریکای مرکزی جایگزین آنها می‌شدند و این انجمن‌ها بر اساس نتایج مسابقات قبلی لیگ قهرمانان کونکاکاف انتخاب می‌شدند.

### کارائیب
تنها سهمیه اتحادیه فوتبال کارائیب (سی‌اف‌یو) از طریق جام باشگاه‌های کارائیب، یک تورنمنت شبه‌قاره‌ای که برای باشگاه‌های هر ۳۱ انجمن عضو سی‌اف‌یو آزاد است، اختصاص داده شد. برای واجد شرایط شدن در جام باشگاه‌های کارائیب، تیم‌ها باید در فصل قبل به عنوان قهرمان یا نایب قهرمان لیگ انجمن مربوطه خود انتخاب می‌شدند.
قهرمان جام باشگاه‌های کارائیب کونکاکاف به لیگ قهرمانان کونکاکاف راه یافت. سه تیم دیگر از کارائیب که از طریق جام باشگاه‌های کارائیب کونکاکاف یا مسابقات باشگاهی کارائیب کونکاکاف (از طریق پلی آف) به این مسابقات راه یافته بودند، وارد لیگ کونکاکاف شدند.

### لیگ کونکاکاف
علاوه بر ۱۵ تیم راه یافته مستقیم به لیگ قهرمانان کونکاکاف، ۱۶ تیم دیگر (۱۳ تیم از آمریکای مرکزی و ۳ تیم از کارائیب) وارد لیگ کونکاکاف شدند، تورنمنتی که از اوت تا اکتبر قبل از لیگ قهرمانان کونکاکاف برگزار می‌شد. قهرمان لیگ کونکاکاف به لیگ قهرمانان کونکاکاف راه یافت.

## تیم‌ها
۱۶ تیم زیر (از هشت فدراسیون) به این مسابقات راه یافتند.
در جدول زیر، تعداد حضورها، آخرین حضور و بهترین نتیجه قبلی، فقط آن‌هایی که در دوره لیگ قهرمانان کونکاکاف از فصل ۰۹–۲۰۰۸ شروع شده‌اند، در نظر گرفته می‌شوند (و آن‌هایی که در دوره جام قهرمانان از سال ۱۹۶۲ تا ۲۰۰۸ بوده‌اند، در نظر گرفته نمی‌شوند).
| فدراسیون                      | تیم                  | نحوه راه‌یابی                                                                                        | حضور (آخرین)      | بهترین نتیجه (آخرین)    |
| ----------------------------- | -------------------- | --------------------------------------------------------------------------------------------------- | ----------------- | ----------------------- |
| مکزیک (۴ سهمیه)               | اونال                | قهرمان فصل پایانی ۲۰۱۷                                                                              | پنجمین (۲۰۱۸)     | نایب قهرمانی (۱۷–۲۰۱۶)  |
| مکزیک (۴ سهمیه)               | سانتوس لاگونا        | قهرمان فصل آغازین ۲۰۱۸                                                                              | ششمین (۱۶–۲۰۱۵)   | نایب قهرمانی (۱۳–۲۰۱۲)  |
| مکزیک (۴ سهمیه)               | مونتری               | نایب قهرمان فصل پایانی ۲۰۱۷                                                                         | پنجمین (۱۷–۲۰۱۶)  | قهرمانی (۱۳–۲۰۱۲)       |
| مکزیک (۴ سهمیه)               | تولوکا               | نایب قهرمان فصل آغازین ۲۰۱۸                                                                         | چهارمین (۱۴–۲۰۱۳) | نایب قهرمانی (۱۴–۲۰۱۳)  |
| ایالات متحده آمریکا (۴ سهمیه) | آتلانتا یونایتد      | قهرمان جام ام‌ال‌اس ۲۰۱۸[نکته ا.م.]                                                                   | اولین             | اولین                   |
| ایالات متحده آمریکا (۴ سهمیه) | اسپورتینگ کانزاس‌سیتی | قهرمان جام یو اس اوپن ۲۰۱۷[نکته ا.م.]                                                               | چهارمین (۱۷–۲۰۱۶) | یک‌چهارم نهایی (۱۴–۲۰۱۳) |
| ایالات متحده آمریکا (۴ سهمیه) | هیوستون دینامو       | قهرمان جام یو اس اوپن ۲۰۱۸[نکته ا.م.]                                                               | پنجمین (۱۴–۲۰۱۳)  | یک‌چهارم نهایی (۱۳–۲۰۱۲) |
| ایالات متحده آمریکا (۴ سهمیه) | نیویورک رد بولز      | تیم‌های غیر قهرمان ایالات متحده با بهترین رکورد مجموع امتیازات در فصل‌های عادی ۲۰۱۷ و ۲۰۱۸[نکته ا.م.] | پنجمین (۲۰۱۸)     | نیمه نهایی (۲۰۱۸)       |
| کانادا (۱ سهمیه)              | تورنتو               | قهرمان مسابقات قهرمانی کانادا ۲۰۱۸                                                                  | ششمین (۲۰۱۸)      | نایب قهرمانی (۲۰۱۸)     |

| فدراسیون                         | تیم         | نحوه راه‌یابی                                                    | حضور (آخرین)     | بهترین نتیجه (آخرین)    |
| -------------------------------- | ----------- | --------------------------------------------------------------- | ---------------- | ----------------------- |
| کاستاریکا (۱ سهمیه + برنده سی‌ال) | ساپریسا     | قهرمان با بهترین رکورد مجموع در فصل ۱۸–۲۰۱۷ (فصل آغازین ۲۰۱۸)   | هشتمین (۲۰۱۸)    | نیمه نهایی (۱۱–۲۰۱۰)    |
| کاستاریکا (۱ سهمیه + برنده سی‌ال) | هردیانو     | قهرمان لیگ کونکاکاف ۲۰۱۸                                        | نهمین (۲۰۱۸)     | نیمه نهایی (۱۵–۲۰۱۴)    |
| السالوادور (۱ سهمیه)             | آلیانسا     | قهرمان فصل پایانی ۲۰۱۷ و فصل آغازین ۲۰۱۸                        | سومین (۱۷–۲۰۱۶)  | مرحله گروهی (۱۷–۲۰۱۶)   |
| گواتمالا (۱ سهمیه)               | گواستاتویا  | برنده پلی آف لیگ قهرمانان کونکاکاف گواتمالا ۲۰۱۸[نکته گواتمالا] | اولین            | اولین                   |
| هندوراس (۱ سهمیه)                | ماراتن      | قهرمان با بهترین رکورد مجموع در فصل ۱۸–۲۰۱۷ (فصل آغازین ۲۰۱۸)   | پنجمین (۱۳–۲۰۱۲) | یک‌چهارم نهایی (۱۰–۲۰۰۹) |
| پاناما (۱ سهمیه)                 | ایندپندینته | قهرمان با بهترین رکورد مجموع در فصل ۱۸–۲۰۱۷ (فصل آغازین ۲۰۱۸)   | اولین            | اولین                   |

| فدراسیون | تیم             | نحوه راه‌یابی                      | حضور (آخرین) | بهترین نتیجه (آخرین) |
| -------- | --------------- | --------------------------------- | ------------ | -------------------- |
| دومینیکن | اتلتیکو پانتوجا | قهرمان جام باشگاه‌های کارائیب ۲۰۱۸ | اولین        | اولین                |

نکات
1. ^ گواتمالا: پس از لغو تعلیق فدراسیون فوتبال گواتمالا توسط فیفا در ژوئن ۲۰۱۸، تصمیم گرفته شد که نماینده گواتمالا در لیگ قهرمانان کونکاکاف ۲۰۱۹ با یک بازی رفت و برگشت پلی آف بین آنتیگوا (قهرمان فصل پایانی ۲۰۱۷) و گواستاتویا (قهرمان فصل آغازین ۲۰۱۸) مشخص شود، [۶] که گواستاتویا آن بازی را برد.[۷] طبق روش اولیه صعود به مسابقات، تیم آنتیگوا با رکورد مجموع امتیازات بهتر در فصل ۱۸–۲۰۱۷ لیگ ملی گواتمالا، به عنوان قهرمان به مسابقات راه می‌یافت.
2. ^ ایالات متحده: با توجه به تغییر ساختار مسابقات از فصل ۱۸–۲۰۱۷، ایالات متحده در لیگ قهرمانان کونکاکاف ۲۰۱۹، در فصل‌های ۲۰۱۷ و ۲۰۱۸، هر کدام با دو تیم حضور داشت: قهرمان جام ام‌ال‌اس در سال‌های ۲۰۱۷ و ۲۰۱۸، و قهرمان جام یو اس اوپن در سال‌های ۲۰۱۷ و ۲۰۱۸. این بدان معنا بود که قهرمانان ساپورترز شیلد در سال‌های ۲۰۱۷ و ۲۰۱۸، و قهرمانان فصل عادی کنفرانس شرق و/یا کنفرانس غرب که در سال‌های ۲۰۱۷ و ۲۰۱۸ قهرمان ساپورترز شیلد نبودند و در صورت برگزاری مسابقات عادی، می‌توانستند به لیگ قهرمانان کونکاکاف راه یابند، تضمینی برای حضور در لیگ قهرمانان کونکاکاف ۲۰۱۹ نداشتند. اگر تیمی از طریق چندین سهمیه واجد شرایط می‌شد، یا اگر هر یک از سهمیه‌های ام‌ال‌اس توسط یک تیم مستقر در کانادا اشغال می‌شد، سهمیه خالی به تیم‌های غیر قهرمان ایالات متحده که بهترین رکورد مجموع را در فصل‌های عادی ام‌ال‌اس ۲۰۱۷ و ۲۰۱۸ داشتند، اختصاص داده می‌شد. از آنجایی که تیم کانادایی تورنتو قهرمان جام ام‌ال‌اس ۲۰۱۷ شد، این سهمیه به نیویورک رد بولز اختصاص داده شد.[۸][۹][۱۰]

## قرعه کشی
قرعه کشی لیگ قهرمانان کونکاکاف ۲۰۱۹ در تاریخ ۳ دسامبر ۲۰۱۸، ساعت ۱۹:۰۰ به وقت شرق آمریکا (یوتی‌سی ۵:۰۰-)، در یونیویژن استودیو در میامی، فلوریدا، ایالات متحده برگزار شد.
قرعه کشی، هر مسابقه در مرحله یک‌هشتم نهایی (شماره ۱ تا ۸) بین یک تیم از گلدان ۱ و یک تیم از گلدان ۲ را که هر کدام شامل هشت تیم بودند، تعیین می‌کرد. «گلدان‌های جایگاه نمودار» (گلدان A و گلدان B) شامل جایگاه‌های نمودار شماره ۱ تا ۸ مربوط به هر مسابقه بودند. به تیم‌های گلدان ۱، یک جایگاه نمودار از گلدان A و به تیم‌های گلدان ۲، یک جایگاه نمودار از گلدان B اختصاص داده شد. تیم‌های یک انجمن نمی‌توانستند در مرحله یک‌هشتم نهایی در مقابل یکدیگر قرار بگیرند، به جز تیم‌های «وایلدکارد» که جایگزین تیمی از انجمن دیگر می‌شدند.
سیدبندی تیم‌ها بر اساس شاخص جدید باشگاه‌های کونکاکاف انجام شد. هر تیم بر اساس معیارهای تعیین شده توسط انجمن‌های مربوطه (مثلاً قهرمان مسابقات، نایب قهرمان، قهرمان جام) به لیگ قهرمانان کونکاکاف راه یافت و در نتیجه برای هر تیم یک جایگاه (مثلاً MEX۱, MEX۲) تعیین شد. شاخص باشگاه‌های کونکاکاف، به جای رتبه‌بندی هر تیم، بر اساس عملکرد درون زمینی تیم‌هایی بود که جایگاه‌های واجد شرایط مربوطه را در پنج دوره قبلی لیگ قهرمانان کونکاکاف اشغال کرده بودند. برای تعیین کل امتیازات اعطا شده به یک جایگاه در هر دوره از لیگ قهرمانان کونکاکاف، کونکاکاف از فرمول زیر استفاده کرد:
| امتیاز برای | حضور | برد | تساوی | صعود به مرحله بعد | قهرمانی |
| ----------- | ---- | --- | ----- | ----------------- | ------- |
| امتیاز برای | ۴    | ۳   | ۱     | ۱                 | ۲       |

۱۶ تیم به شرح زیر در گلدان‌ها توزیع شدند:
| گلدان   | رتبه | سهمیه | ۱۴–۲۰۱۳ | ۱۵–۲۰۱۴ | ۱۶–۲۰۱۵ | ۱۷–۲۰۱۶ | ۲۰۱۸ | مجموع | تیم                  |
| ------- | ---- | ----- | ------- | ------- | ------- | ------- | ---- | ----- | -------------------- |
| گلدان ۱ | ۱    | MEX3  | ۲۹      | ۳۲      | ۲۳      | ۱۵      | ۱۷   | ۱۱۶   | مونتری               |
| گلدان ۱ | ۲    | MEX1  | ۲۲      | ۱۱      | ۳۳      | ۲۷      | ۱۲   | ۱۰۵   | اونال                |
| گلدان ۱ | ۳    | MEX2  | ۱۰      | ۱۶      | ۲۰      | ۳۰      | ۲۵   | ۱۰۱   | سانتوس لاگونا        |
| گلدان ۱ | ۴    | CAN1  | ۱۰      | ۲۳      | ۸       | ۲۲      | ۲۱   | ۸۴    | تورنتو               |
| گلدان ۱ | ۵    | USA3  | ۱۱      | ۱۳      | ۱۶      | ۲۰      | ۱۷   | ۷۷    | هیوستون دینامو       |
| گلدان ۱ | ۶    | MEX4  | ۲۹      | ۹       | ۱۸      | ۱۰      | ۹    | ۷۵    | تولوکا               |
| گلدان ۱ | ۷    | USA4  | ۱۶      | ۲۰      | ۱۶      | ۸       | ۵    | ۶۵    | نیویورک رد بولز      |
| گلدان ۱ | ۸    | USA1  | ۱۷      | ۱۱      | ۱۴      | ۱۱      | ۱۱   | ۶۴    | آتلانتا یونایتد      |
| گلدان ۲ | ۹    | PAN1  | ۱۵      | ۴       | ۱۰      | ۲۰      | ۸    | ۵۷    | ایندپندینته          |
| گلدان ۲ | ۱۰   | USA2  | ۱۳      | ۹       | ۱۳      | ۱۴      | ۷    | ۵۶    | اسپورتینگ کانزاس‌سیتی |
| گلدان ۲ | ۱۱   | CRC1  | ۱۹      | ۱۲      | ۱۰      | ۸       | ۵    | ۵۴    | ساپریسا              |
| گلدان ۲ | ۱۲   | HON1  | ۱۱      | ۱۵      | ۱۰      | ۱۱      | ۵    | ۵۲    | ماراتن               |
| گلدان ۲ | ۱۳   | GUA1  | ۱۰      | ۱۱      | ۸       | ۹       | ۰    | ۳۸    | گواستاتویا           |
| گلدان ۲ | ۱۴   | SLV1  | ۸       | ۴       | ۷       | ۹       | ۷    | ۳۵    | آلیانسا              |
| گلدان ۲ | ۱۵   | CCC1  | ۵       | ۴       | ۸       | ۵       | ۴    | ۲۶    | اتلتیکو پانتوجا      |
| گلدان ۲ | ۱۶   | SCL1  | ۰       | ۰       | ۰       | ۰       | ۵    | ۵     | هردیانو              |

## فرمت
در لیگ قهرمانان کونکاکاف، ۱۶ تیم در یک تورنمنت تک‌حذفی بازی کردند. هر بازی به صورت رفت و برگشت برگزار می‌شد.
- در مرحله یک‌هشتم نهایی، یک‌چهارم نهایی و نیمه نهایی، در صورت نتیجه مساویی پس از بازی برگشت، قانون گل زده در خانه حریف اعمال می‌شود. در صورت تساوی در آن، ضربات پنالتی برای تعیین برنده استفاده خواهد شد.
- در فینال، قانون گل زده در خانه حریف اعمال نمی‌شود و اگر نتیجه کل بازی پس از بازی برگشت مساوی شود، بازی به وقت اضافه کشیده می‌شود. اگر نتیجه بازی پس از وقت اضافه همچنان مساوی باشد، از ضربات پنالتی برای تعیین برنده استفاده می‌شود.

## برنامه مسابقات
برنامه مسابقات به شرح زیر بود.
| مرحله         | بازی رفت         | بازی برگشت       |
| ------------- | ---------------- | ---------------- |
| یک‌هشتم نهایی  | ۱۹–۲۱ فوریه ۲۰۱۹ | ۲۶–۲۸ فوریه ۲۰۱۹ |
| یک‌چهارم نهایی | ۵–۶ مارس ۲۰۱۹    | ۱۲–۱۴ مارس ۲۰۱۹  |
| نیمه نهایی    | ۳–۴ آوریل ۲۰۱۹   | ۱۰–۱۱ آوریل ۲۰۱۹ |
| فینال         | ۲۳ آوریل ۲۰۱۹    | ۱ مه ۲۰۱۹        |

## نمودار
|  | یک‌هشتم نهایی         | یک‌هشتم نهایی | یک‌هشتم نهایی         | یک‌هشتم نهایی |   |                 | یک‌چهارم نهایی | یک‌چهارم نهایی | یک‌چهارم نهایی | یک‌چهارم نهایی |  |  | نیمه نهایی | نیمه نهایی | نیمه نهایی | نیمه نهایی |  |  | فینال | فینال | فینال | فینال |  |
|  |                      |              |                      |              |   |                 |               |               |               |               |  |  |            |            |            |            |  |  |       |       |       |       |  |
|  | گواستاتویا           | ۰            | ۱                    | ۱            |   |                 |               |               |               |               |  |  |            |            |            |            |  |  |       |       |       |       |  |
|  | گواستاتویا           | ۰            | ۱                    | ۱            |   |                 |               |               |               |               |  |  |            |            |            |            |  |  |       |       |       |       |  |
|  | هیوستون دینامو       | ۱            | ۲                    | ۳            |   |                 |               |               |               |               |  |  |            |            |            |            |  |  |       |       |       |       |  |
|  | هیوستون دینامو       | ۱            | ۲                    | ۳            |   | هیوستون دینامو  | ۰             | ۰             | ۰             |               |  |  |            |            |            |            |  |  |       |       |       |       |  |
|  |                      |              |                      |              |   | هیوستون دینامو  | ۰             | ۰             | ۰             |               |  |  |            |            |            |            |  |  |       |       |       |       |  |
|  |                      |              | اونال                | ۲            | ۱ | ۳               |               |               |               |               |  |  |            |            |            |            |  |  |       |       |       |       |  |
|  | ساپریسا              | ۱            | اونال                | ۲            | ۱ | ۳               | ۱             | ۲             |               |               |  |  |            |            |            |            |  |  |       |       |       |       |  |
|  | ساپریسا              | ۱            |                      |              |   |                 |               |               |               |               |  |  |            |            |            |            |  |  |       |       |       |       |  |
|  | اونال                | ۰            | ۵                    | ۵            |   |                 |               |               |               |               |  |  |            |            |            |            |  |  |       |       |       |       |  |
|  | اونال                | ۰            | ۵                    | ۵            |   | اونال           | ۳             | ۲             | ۵             |               |  |  |            |            |            |            |  |  |       |       |       |       |  |
|  |                      |              |                      |              |   |                 |               |               |               |               |  |  |            |            |            |            |  |  |       |       |       |       |  |
|  |                      |              | سانتوس لاگونا        | ۰            | ۳ | ۳               |               |               |               |               |  |  |            |            |            |            |  |  |       |       |       |       |  |
|  | اتلتیکو پانتوجا      | ۰            | سانتوس لاگونا        | ۰            | ۳ | ۳               | ۰             | ۰             |               |               |  |  |            |            |            |            |  |  |       |       |       |       |  |
|  | اتلتیکو پانتوجا      | ۰            |                      |              |   |                 |               |               |               |               |  |  |            |            |            |            |  |  |       |       |       |       |  |
|  | نیویورک رد بولز      | ۲            | ۳                    | ۵            |   |                 |               |               |               |               |  |  |            |            |            |            |  |  |       |       |       |       |  |
|  | نیویورک رد بولز      | ۲            | ۳                    | ۵            |   | نیویورک رد بولز | ۰             | ۲             | ۲             |               |  |  |            |            |            |            |  |  |       |       |       |       |  |
|  |                      |              |                      |              |   | نیویورک رد بولز | ۰             | ۲             | ۲             |               |  |  |            |            |            |            |  |  |       |       |       |       |  |
|  |                      |              | سانتوس لاگونا        | ۲            | ۴ | ۶               |               |               |               |               |  |  |            |            |            |            |  |  |       |       |       |       |  |
|  | ماراتن               | ۲            | سانتوس لاگونا        | ۲            | ۴ | ۶               | ۰             | ۲             |               |               |  |  |            |            |            |            |  |  |       |       |       |       |  |
|  | ماراتن               | ۲            |                      |              |   |                 |               |               |               |               |  |  |            |            |            |            |  |  |       |       |       |       |  |
|  | سانتوس لاگونا        | ۶            | ۵                    | ۱۱           |   |                 |               |               |               |               |  |  |            |            |            |            |  |  |       |       |       |       |  |
|  | سانتوس لاگونا        | ۶            | ۵                    | ۱۱           |   | اونال           | ۰             | ۱             | ۱             |               |  |  |            |            |            |            |  |  |       |       |       |       |  |
|  |                      |              |                      |              |   |                 |               |               |               |               |  |  |            |            |            |            |  |  |       |       |       |       |  |
|  |                      |              | مونتری               | ۱            | ۱ | ۲               |               |               |               |               |  |  |            |            |            |            |  |  |       |       |       |       |  |
|  | آلیانسا              | ۰            | مونتری               | ۱            | ۱ | ۲               | ۰             | ۰             |               |               |  |  |            |            |            |            |  |  |       |       |       |       |  |
|  | آلیانسا              | ۰            |                      |              |   |                 |               |               |               |               |  |  |            |            |            |            |  |  |       |       |       |       |  |
|  | مونتری               | ۰            | ۱                    | ۱            |   |                 |               |               |               |               |  |  |            |            |            |            |  |  |       |       |       |       |  |
|  | مونتری               | ۰            | ۱                    | ۱            |   | مونتری          | ۳             | ۰             | ۳             |               |  |  |            |            |            |            |  |  |       |       |       |       |  |
|  |                      |              |                      |              |   | مونتری          | ۳             | ۰             | ۳             |               |  |  |            |            |            |            |  |  |       |       |       |       |  |
|  |                      |              | آتلانتا یونایتد      | ۰            | ۱ | ۱               |               |               |               |               |  |  |            |            |            |            |  |  |       |       |       |       |  |
|  | هردیانو              | ۳            | آتلانتا یونایتد      | ۰            | ۱ | ۱               | ۰             | ۳             |               |               |  |  |            |            |            |            |  |  |       |       |       |       |  |
|  | هردیانو              | ۳            |                      |              |   |                 |               |               |               |               |  |  |            |            |            |            |  |  |       |       |       |       |  |
|  | آتلانتا یونایتد      | ۱            | ۴                    | ۵            |   |                 |               |               |               |               |  |  |            |            |            |            |  |  |       |       |       |       |  |
|  | آتلانتا یونایتد      | ۱            | ۴                    | ۵            |   | مونتری          | ۵             | ۵             | ۱۰            |               |  |  |            |            |            |            |  |  |       |       |       |       |  |
|  |                      |              |                      |              |   |                 |               |               |               |               |  |  |            |            |            |            |  |  |       |       |       |       |  |
|  |                      |              | اسپورتینگ کانزاس‌سیتی | ۰            | ۲ | ۲               |               |               |               |               |  |  |            |            |            |            |  |  |       |       |       |       |  |
|  | ایندپندینته          | ۴            | اسپورتینگ کانزاس‌سیتی | ۰            | ۲ | ۲               | ۱             | ۵             |               |               |  |  |            |            |            |            |  |  |       |       |       |       |  |
|  | ایندپندینته          | ۴            |                      |              |   |                 |               |               |               |               |  |  |            |            |            |            |  |  |       |       |       |       |  |
|  | تورنتو               | ۰            | ۱                    | ۱            |   |                 |               |               |               |               |  |  |            |            |            |            |  |  |       |       |       |       |  |
|  | تورنتو               | ۰            | ۱                    | ۱            |   | ایندپندینته     | ۲             | ۰             | ۲             |               |  |  |            |            |            |            |  |  |       |       |       |       |  |
|  |                      |              |                      |              |   | ایندپندینته     | ۲             | ۰             | ۲             |               |  |  |            |            |            |            |  |  |       |       |       |       |  |
|  |                      |              | اسپورتینگ کانزاس‌سیتی | ۱            | ۳ | ۴               |               |               |               |               |  |  |            |            |            |            |  |  |       |       |       |       |  |
|  | اسپورتینگ کانزاس‌سیتی | ۳            | اسپورتینگ کانزاس‌سیتی | ۱            | ۳ | ۴               | ۲             | ۵             |               |               |  |  |            |            |            |            |  |  |       |       |       |       |  |
|  | اسپورتینگ کانزاس‌سیتی | ۳            |                      |              |   |                 |               |               |               |               |  |  |            |            |            |            |  |  |       |       |       |       |  |
|  | تولوکا               | ۰            | ۰                    | ۰            |   |                 |               |               |               |               |  |  |            |            |            |            |  |  |       |       |       |       |  |

## یک‌هشتم نهایی
در مرحله یک‌هشتم نهایی، مسابقات با قرعه کشی مشخص شد. تیم‌های گلدان ۱ در قرعه کشی، میزبان بازی برگشت بودند.

### خلاصه
بازی‌های رفت از ۱۹ تا ۲۱ فوریه و بازی‌های برگشت از ۲۶ تا ۲۸ فوریه ۲۰۱۹ برگزار شدند.
| تیم ۱                | نتیجه نهایی | تیم ۲           | بازی رفت | بازی برگشت |
| -------------------- | ----------- | --------------- | -------- | ---------- |
| ماراتن               | ۲–۱۱        | سانتوس لاگونا   | ۲–۶      | ۰–۵        |
| اتلتیکو پانتوجا      | ۰–۵         | نیویورک رد بولز | ۰–۲      | ۰–۳        |
| ساپریسا              | ۲–۵         | اونال           | ۱–۰      | ۱–۵        |
| گواستاتویا           | ۱–۳         | هیوستون دینامو  | ۰–۱      | ۱–۲        |
| اسپورتینگ کانزاس‌سیتی | ۵–۰         | تولوکا          | ۳–۰      | ۲–۰        |
| ایندپندینته          | ۵–۱         | تورنتو          | ۴–۰      | ۱–۱        |
| هردیانو              | ۳–۵         | آتلانتا یونایتد | ۳–۱      | ۰–۴        |
| آلیانسا              | ۰–۱         | مونتری          | ۰–۰      | ۰–۱        |

### مسابقات
| ماراتن                     | ۲–۶   | سانتوس لاگونا                                            |
| -------------------------- | ----- | -------------------------------------------------------- |
| - رامیرز ۵۰' - آربولدا ۷۴' | گزارش | - کورئا ۱۹'، ۳۲'، ۳۸' - دوریا ۴۹' - مورنو ۶۱' - فورچ ۶۸' |

| سانتوس لاگونا                                                         | ۵–۰   | ماراتن |
| --------------------------------------------------------------------- | ----- | ------ |
| - مورنو ۱۹' - فورچ ۲۲' - ریواس ۳۱' - آگیره ۸۱' - ده بوئن ۸۵' (پنالتی) | گزارش |        |

| اتلتیکو پانتوجا | ۰–۲   | نیویورک رد بولز                     |
| --------------- | ----- | ----------------------------------- |
|                 | گزارش | - اینوسنت ۳۹' (گل‌به‌خودی) - رویر ۶۶' |

| نیویورک رد بولز                             | ۳–۰   | اتلتیکو پانتوجا |
| ------------------------------------------- | ----- | --------------- |
| - دیویس ۲۷' - رویر ۳۲' (پنالتی) - ایوان ۷۵' | گزارش |                 |

| ساپریسا     | ۱–۰   | اونال |
| ----------- | ----- | ----- |
| - ونگاس ۷۳' | گزارش |       |

| اونال                                                                | ۵–۱   | ساپریسا    |
| -------------------------------------------------------------------- | ----- | ---------- |
| - دیوید ۱۵' (گل‌به‌خودی) - والنسیا ۲۵' (پنالتی)، ۲۷'، ۶۲' - وارگاس ۳۷' | گزارش | - تورس ۴۵' |

| گواستاتویا | ۰–۱   | هیوستون دینامو |
| ---------- | ----- | -------------- |
|            | گزارش | - بیزلی ۸۴'    |

| هیوستون دینامو     | ۲–۱   | گواستاتویا   |
| ------------------ | ----- | ------------ |
| - مانوتاس ۷۷'، ۸۵' | گزارش | - ناوارو ۷۲' |

| اسپورتینگ کانزاس‌سیتی             | ۳–۰   | تولوکا |
| -------------------------------- | ----- | ------ |
| - نیمت ۳۵' - گرسو ۵۲' - ایلی ۷۲' | گزارش |        |

| تولوکا | ۰–۲   | اسپورتینگ کانزاس‌سیتی          |
| ------ | ----- | ----------------------------- |
|        | گزارش | - گرسو ۸' - نیمت ۶۲' (پنالتی) |

| ایندپندینته                             | ۴–۰   | تورنتو |
| --------------------------------------- | ----- | ------ |
| - آیارزا ۹' - براون ۴۸' - ایوی ۵۲'، ۷۸' | گزارش |        |

| تورنتو      | ۱–۱   | ایندپندینته |
| ----------- | ----- | ----------- |
| همیلتون ۱۹' | گزارش | براون ۶۷'   |

| هردیانو                                  | ۳–۱   | آتلانتا یونایتد |
| ---------------------------------------- | ----- | --------------- |
| - اورتیز ۸' - آزوفیفا ۳۴' - گرانادوس ۴۹' | گزارش | - گرسل ۴۱'      |

| آتلانتا یونایتد                                   | ۴–۰   | هردیانو |
| ------------------------------------------------- | ----- | ------- |
| - ج. مارتینز ۱'، ۶۳' - گرسل ۹' - گونزالس پیرز ۸۳' | گزارش |         |

| آلیانسا | ۰–۰   | مونتری |
| ------- | ----- | ------ |
|         | گزارش |        |

| مونتری                       | ۱–۰   | آلیانسا |
| ---------------------------- | ----- | ------- |
| - نیکولاس سانچز ۸۶' (پنالتی) | گزارش |         |

## یک‌چهارم نهایی
در مرحله یک‌چهارم نهایی، مسابقات به شرح زیر مشخص شدند:
- چ‌ن۱: برنده ه‌ن۱ در مقابل برنده ه‌ن۲
- چ‌ن۲: برنده ه‌ن۳ در مقابل برنده ه‌ن۴
- چ‌ن۳: برنده ه‌ن۵ در مقابل برنده ه‌ن۶
- چ‌ن۴: برنده ه‌ن۷ در مقابل برنده ه‌ن۸

### خلاصه
بازی‌های رفت از ۵ تا ۶ مارس و بازی‌های برگشت از ۱۲ تا ۱۴ مارس ۲۰۱۹ برگزار شدند.
| تیم ۱           | نتیجه نهایی | تیم ۲                | بازی رفت | بازی برگشت |
| --------------- | ----------- | -------------------- | -------- | ---------- |
| نیویورک رد بولز | ۲–۶         | سانتوس لاگونا        | ۰–۲      | ۲–۴        |
| هیوستون دینامو  | ۰–۳         | اونال                | ۰–۲      | ۰–۱        |
| ایندپندینته     | ۲–۴         | اسپورتینگ کانزاس‌سیتی | ۲–۱      | ۰–۳        |
| مونتری          | ۳–۱         | آتلانتا یونایتد      | ۳–۰      | ۰–۱        |

### مسابقات
| نیویورک رد بولز | ۰–۲   | سانتوس لاگونا          |
| --------------- | ----- | ---------------------- |
|                 | گزارش | - والدس ۴۲' - فورچ ۴۷' |

| سانتوس لاگونا                            | ۴–۲   | نیویورک رد بولز        |
| ---------------------------------------- | ----- | ---------------------- |
| - آبیا ۷۲' - لوزانو ۷۶'، ۸۱' - والدس ۷۹' | گزارش | - فرناندز ۴' - رویر ۹' |

| هیوستون دینامو | ۰–۲   | اونال                          |
| -------------- | ----- | ------------------------------ |
|                | گزارش | - والنسیا ۷۸' - خ. کینیونز ۸۱' |

| اونال        | ۱–۰   | هیوستون دینامو |
| ------------ | ----- | -------------- |
| - سالسدو ۶۷' | گزارش |                |

| ایندپندینته             | ۲–۱   | اسپورتینگ کانزاس‌سیتی |
| ----------------------- | ----- | -------------------- |
| - ایوی ۳۹' - کورپاس ۵۹' | گزارش | - ایلی ۵۱' (پنالتی)  |

| اسپورتینگ کانزاس‌سیتی           | ۳–۰   | ایندپندینته |
| ------------------------------ | ----- | ----------- |
| - نیمت ۷۴'، ۸۶' - اسپینوزا ۸۲' | گزارش |             |

| مونتری                                         | ۳–۰   | آتلانتا یونایتد |
| ---------------------------------------------- | ----- | --------------- |
| - سانچز ۱۷' (پنالتی) - پابون ۸۰' - گایاردو ۸۴' | گزارش |                 |

| آتلانتا یونایتد  | ۱–۰   | مونتری |
| ---------------- | ----- | ------ |
| - ج. مارتینز ۷۸' | گزارش |        |

## نیمه نهایی
در مرحله نیمه نهایی، مسابقات به شرح زیر مشخص شدند:
- ن‌ن۱: برنده چ‌ن۱ در مقابل برنده چ‌ن۲
- ن‌ن۲: برنده چ‌ن۳ در مقابل برنده چ‌ن۴تیم‌های راه‌یافته به نیمه نهایی که در مراحل قبلی عملکرد بهتری داشتند، میزبان بازی برگشت بودند.

| رتبه    | تیم                  | بازی | برد | مساوی | باخت | گل زده | گل خورده | گل تفاضل | امتیاز | میزبان     |
| ------- | -------------------- | ---- | --- | ----- | ---- | ------ | -------- | -------- | ------ | ---------- |
| ۱ (ن‌ن۱) | سانتوس لاگونا        | ۴    | ۴   | ۰     | ۰    | ۱۷     | ۴        | ۱۳+      | ۱۲     | بازی برگشت |
| ۲ (ن‌ن۱) | اونال                | ۴    | ۳   | ۰     | ۱    | ۸      | ۲        | ۶+       | ۹      | بازی رفت   |
|         |                      |      |     |       |      |        |          |          |        |            |
| ۱ (ن‌ن۲) | اسپورتینگ کانزاس‌سیتی | ۴    | ۳   | ۰     | ۱    | ۹      | ۲        | ۷+       | ۹      | بازی برگشت |
| ۲ (ن‌ن۲) | مونتری               | ۴    | ۲   | ۱     | ۱    | ۴      | ۱        | ۳+       | ۷      | بازی رفت   |

### خلاصه
بازی‌های رفت از ۳ تا ۴ آوریل و بازی‌های برگشت از ۱۰ تا ۱۱ آوریل ۲۰۱۹ برگزار شدند.
| تیم ۱  | نتیجه نهایی | تیم ۲                | بازی رفت | بازی برگشت |
| ------ | ----------- | -------------------- | -------- | ---------- |
| اونال  | ۵–۳         | سانتوس لاگونا        | ۳–۰      | ۲–۳        |
| مونتری | ۱۰–۲        | اسپورتینگ کانزاس‌سیتی | ۵–۰      | ۵–۲        |

### مسابقات
| اونال                          | ۳–۰   | سانتوس لاگونا |
| ------------------------------ | ----- | ------------- |
| - وارگاس ۸' - والنسیا ۲۷'، ۳۷' | گزارش |               |

| سانتوس لاگونا               | ۳–۲   | اونال                          |
| --------------------------- | ----- | ------------------------------ |
| - فورچ ۴۱'، ۶۰' - والدس ۷۷' | گزارش | - والنسیا ۱۱' - ج. کینیونز ۳۴' |

| مونتری                                                           | ۵–۰   | اسپورتینگ کانزاس‌سیتی |
| ---------------------------------------------------------------- | ----- | -------------------- |
| - پابون ۷'، ۷۶' - هورتادو ۱۴' - گایاردو ۵۵' - سانچز ۷۰' (پنالتی) | گزارش |                      |

| اسپورتینگ کانزاس‌سیتی | ۲–۵   | مونتری                                                      |
| -------------------- | ----- | ----------------------------------------------------------- |
| - گرسو ۶'، ۲۹'       | گزارش | - فونز موری ۲۰'، ۹۰' - پیسارو ۳۹' - لایون ۶۱' - هورتادو ۸۲' |

## فینال
در فینال (برنده ن‌ن۱ در مقابل برنده ن‌ن۲)، فینالیستی که در مراحل قبلی عملکرد بهتری داشت، میزبان بازی برگشت بود.
| رتبه | تیم    | بازی | برد | مساوی | باخت | گل زده | گل خورده | گل تفاضل | امتیاز | میزبان     |
| ---- | ------ | ---- | --- | ----- | ---- | ------ | -------- | -------- | ------ | ---------- |
| ۱    | مونتری | ۶    | ۴   | ۱     | ۱    | ۱۴     | ۳        | ۱۱+      | ۱۳     | بازی برگشت |
| ۲    | اونال  | ۶    | ۴   | ۰     | ۲    | ۱۳     | ۵        | ۸+       | ۱۲     | بازی رفت   |

### خلاصه
بازی رفت در ۲۳ آوریل و بازی برگشت در ۱ مه ۲۰۱۹ برگزار شد.
| تیم ۱ | نتیجه نهایی | تیم ۲  | بازی رفت | بازی برگشت |
| ----- | ----------- | ------ | -------- | ---------- |
| اونال | ۱–۲         | مونتری | ۰–۱      | ۱–۱        |

### مسابقات
| اونال | ۰–۱   | مونتری      |
| ----- | ----- | ----------- |
|       | گزارش | - سانچز ۴۳' |

| مونتری               | ۱–۱   | اونال        |
| -------------------- | ----- | ------------ |
| - سانچز ۲۶' (پنالتی) | گزارش | - ژینیاک ۸۵' |

## گلزنان برتر
| رتبه | بازیکن        | باشگاه               | گل | مرحله | مرحله | مرحله | مرحله | مرحله | مرحله | مرحله | مرحله |
| رتبه | بازیکن        | باشگاه               | گل | ه‌ن۱   | ه‌ن۲   | چ‌ن۱   | چ‌ن۲   | ن‌ن۱   | ن‌ن۲   | ف۱    | ف۲    |
| ---- | ------------- | -------------------- | -- | ----- | ----- | ----- | ----- | ----- | ----- | ----- | ----- |
| ۱    | انر والنسیا   | اونال                | ۷  |       | ۳     | ۱     |       | ۲     | ۱     |       |       |
| ۲    | خولیو فورچ    | سانتوس لاگونا        | ۵  | ۱     | ۱     | ۱     |       |       | ۲     |       |       |
| ۲    | نیکولاس سانچز | مونتری               | ۵  |       | ۱     | ۱     |       | ۱     |       | ۱     | ۱     |
| ۴    | گرسو فرناندز  | اسپورتینگ کانزاس‌سیتی | ۴  | ۱     | ۱     |       |       |       | ۲     |       |       |
| ۴    | کریستین نیمت  | اسپورتینگ کانزاس‌سیتی | ۴  | ۱     | ۱     |       | ۲     |       |       |       |       |
| ۶    | خاویر کورئا   | سانتوس لاگونا        | ۳  | ۳     |       |       |       |       |       |       |       |
| ۶    | رومیش ایوی    | ایندپندینته          | ۳  | ۲     |       | ۱     |       |       |       |       |       |
| ۶    | جوزف مارتینز  | آتلانتا یونایتد      | ۳  |       | ۲     |       | ۱     |       |       |       |       |
| ۶    | دورلان پابون  | مونتری               | ۳  |       |       | ۱     |       | ۲     |       |       |       |
| ۶    | دنیل رویر     | نیویورک رد بولز      | ۳  | ۱     | ۱     |       | ۱     |       |       |       |       |
| ۶    | دیگو والدس    | سانتوس لاگونا        | ۳  |       |       | ۱     | ۱     |       | ۱     |       |       |

منبع:کونکاکاف

## جوایز
| جایزه                 | بازیکن          | باشگاه               |
| --------------------- | --------------- | -------------------- |
| توپ طلایی             | نیکولاس سانچز   | مونتری               |
| کفش طلایی             | انر والنسیا     | اونال                |
| دستکش طلایی           | مارسلو باروو    | مونتری               |
| بهترین بازیکن جوان    | جاناتان گونزالس | مونتری               |
| جایزه بازی جوانمردانه | —               | اسپورتینگ کانزاس‌سیتی |

| موقعیت                        | بازیکن         | تیم           |
| ----------------------------- | -------------- | ------------- |
| GK                            | مارسلو باروو   | مونتری        |
| DF                            | میگل لایون     | مونتری        |
| DF                            | نیکولاس سانچز  | مونتری        |
| DF                            | کارلوس سالسدو  | اونال         |
| DF                            | خسوس دوئنیاس   | اونال         |
| MF                            | خسوس گایاردو   | مونتری        |
| MF                            | رافائل کاریوکا | اونال         |
| MF                            | کارلوس رودریگس | مونتری        |
| MF                            | لوئیس کینیونز  | اونال         |
| FW                            | انر والنسیا    | اونال         |
| FW                            | خولیو فورچ     | سانتوس لاگونا |
| سرمربی: دیگو آلونسو ( مونتری) |                |               |